# Diadegma zaydamense
Diadegma zaydamense là một loài tò vò trong họ Ichneumonidae.